# Weesperpoort

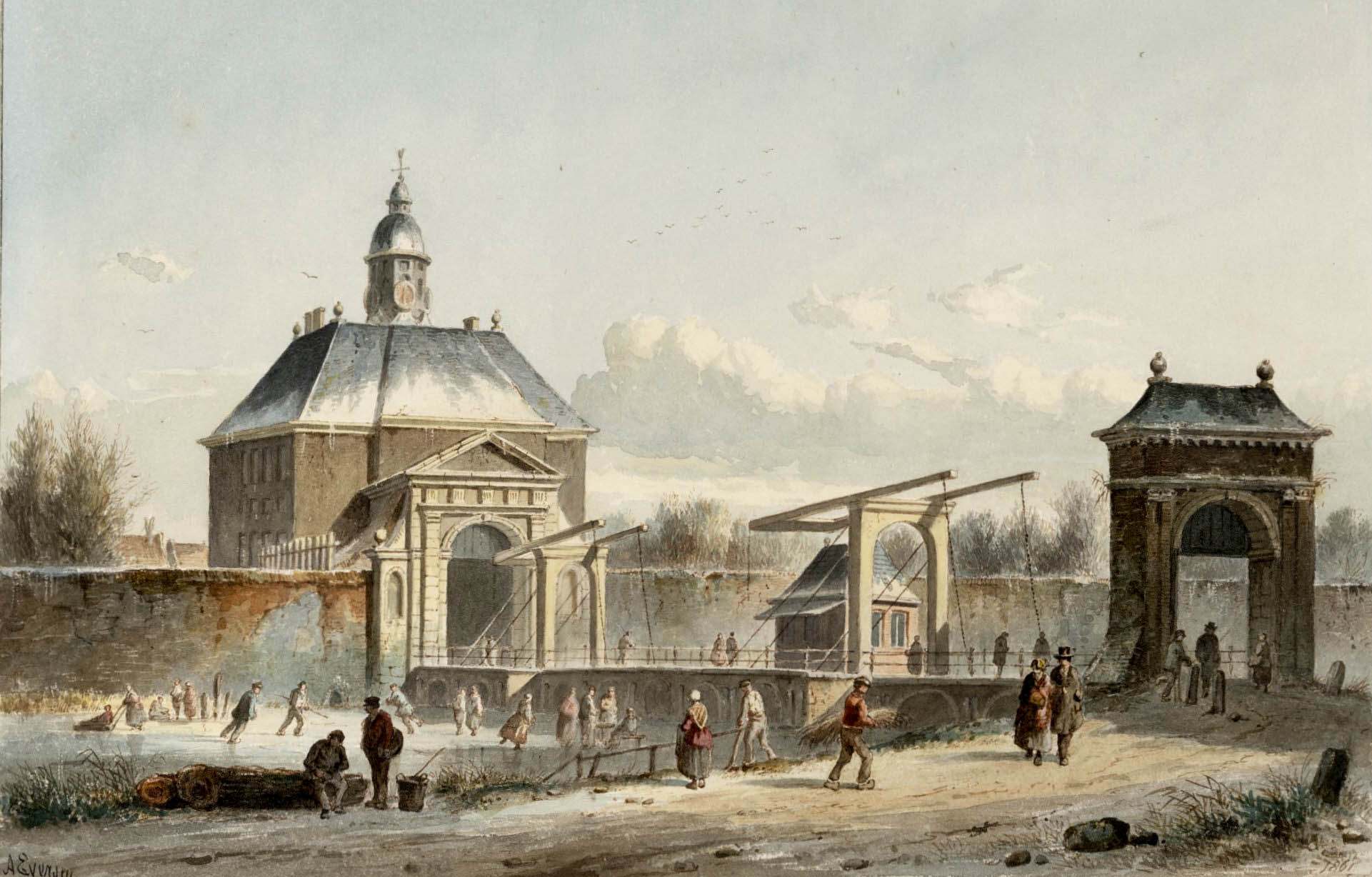
Peinture de Adrianus Eversen représentant la Weesperpoort.

La Weesperpoort était l'une des cinq portes principales d'accès à la ville d'Amsterdam au XVIIe siècle. Située à l'emplacement de l'actuelle Weesperplein, elle fut construite entre 1661 et 1662, à la suite de la dernière phase de l'aménagement de la ceinture de canaux du Grachtengordel, et était intégrée au système de fortifications d'Amsterdam. Elle était identique à la Muiderpoort et à la Utrechtsepoort, ce pour empêcher d'éventuels assaillants de savoir exactement dans quelle partie de la ville ils se trouvaient. Elle fut détruite en 1855 et remplacée par la Weesperbarrière en 1857.